# Суббота, Николай Никитович
Никола́й Ники́тович Суббо́та (1913 год — 17 марта 1944 года) — красноармеец РККА, пулемётчик, Герой Советского Союза (1944).

## Биография
Родился в 1913 году в селе Бехтери, в крестьянской семье. Работал в местном совхозе «Каракуль-экспорт».
В РККА с 1941 года. Был пулемётчиком пулемётной роты 1042-го стрелкового полка (295-я стрелковая дивизия, 28-я армия, 3-й Украинский фронт).
Проявил себя в ночь на 13 марта 1944 года во время форсирования Днепра в районе Херсона.
Субботе удалось одному из первых переправиться на правый берег Днепра, занять удобную позицию и уничтожить несколько огневых точек противника, а затем метким броском гранаты уничтожить немецкий пулемёт с расчётом.
Участвовал в уличных боях в Херсоне, поддерживал действия штурмовых групп. Субботе удалось лично уничтожить 29 немцев и два пулемётных расчёта.
Погиб в бою 17 марта 1944 года. Был похоронен в Херсоне (на Всехсвятском кладбище).
Указом Президиума Верховного Совета СССР от 3 июня 1944 года за мужество, отвагу и героизм, проявленные в борьбе с немецко-фашистскими захватчиками, Субботе было присвоено звание Героя Советского Союза (посмертно).

## Награды
- Медаль «Золотая Звезда» (посмертно);
- орден Ленина (посмертно).

## Память
- Приказом министра обороны СССР № 165 от 28 августа 1958 года навечно зачислен в списки 140-го мотострелкового Краснознамённого ордена Суворова полка.
- В херсонском городском парке установлен памятник Субботе, его именем названа одна из городских улиц.
- В селе Бехтери в память героя установлена мемориальная доска.